# Matilda Howell
Matilda Scott „Lida“ Howell (* 28. August 1859; † 20. Dezember 1939) war eine US-amerikanische Bogenschützin.
Im Jahre 1975 wurde sie in die Archery Hall of Fame aufgenommen.

## Leben
Howell begann ihre sportliche Karriere Ende der 1870er Jahre. Nachdem sie 1881 und 1882 Meisterin des Staates Ohio geworden war, gewann sie zwischen 1883 und 1907 insgesamt 18 amerikanische Meistertitel. 1895 stellte sie einen Punkterekord auf, der erst 1931 gebrochen wurde.
Bei den Olympischen Spielen 1904 in St. Louis war Bogenschießen die einzige Sportart, bei der auch Frauen zugelassen waren. Howell gewann drei Goldmedaillen; in der Double National Round, in der Double Columbia Round und in der Team Round (Mannschaftswertung). Sie ist damit die erste dreifache Olympiasiegerin überhaupt.